# 小行星1945
小行星1945（1945 Wesselink）是一颗围绕太阳公转的小行星。1930年7月22日，亨德里克·范根特在约翰内斯堡发现了此天体。
該小行星以荷蘭天文學家阿德里安·韋斯林克命名。
这颗小行星的绝对星等为194.68714等。